# Toyota TF106
O TF106 e TF106B foi o modelo da Toyota da temporada de 2006 da Fórmula 1 que foi pilotado por Ralf Schumacher e Jarno Trulli.

## Resultados[1][2]
(legenda)
| Ano  | Chassi | Motor            | Pneus | N° | Pilotos         | 1   | 2   | 3   | 4   | 5   | 6   | 7   | 8   | 9   | 10  | 11  | 12  | 13  | 14  | 15  | 16  | 17  | 18  | Pontos | Posição |  |
| ---- | ------ | ---------------- | ----- | -- | --------------- | --- | --- | --- | --- | --- | --- | --- | --- | --- | --- | --- | --- | --- | --- | --- | --- | --- | --- | ------ | ------- |  |
|      |        |                  |       |    |                 |     |     |     |     |     |     |     |     |     |     |     |     |     |     |     |     |     |     |        |         |  |
|      |        |                  |       |    |                 | BAR | MAL | AUS | SMR | EUR | ESP | MON | GBR | CAN | EUA | FRA | ALE | HUN | TUR | ITA | CHN | JAP | BRA |        |         |  |
| 2006 | TF106  | Toyota RVX-06 V8 | B     | 7  | Ralf Schumacher | 14  | 8   | 3   | 9   | Ret | Ret |     |     |     |     |     |     |     |     |     |     |     |     | 35     | 6º      |  |
| 2006 | TF106  | Toyota RVX-06 V8 | B     | 8  | Jarno Trulli    | 16  | 9   | Ret | Ret | 9   | 10  |     |     |     |     |     |     |     |     |     |     |     |     | 35     | 6º      |  |
| 2006 | TF106B | Toyota RVX-06 V8 | B     | 7  | Ralf Schumacher |     |     |     |     |     |     | 8   | Ret | Ret | Ret | 4   | 9   | 6   | 7   | 15  | Ret | 7   | Ret | 35     | 6º      |  |
| 2006 | TF106B | Toyota RVX-06 V8 | B     | 8  | Jarno Trulli    |     |     |     |     |     |     | 17† | 11  | 6   | 4   | Ret | 7   | 12† | 9   | 7   | Ret | 6   | Ret | 35     | 6º      |  |

† Completou mais de 90% da distância da corrida.